# Snertingegård
 For alternative betydninger, se Snertinge. (Se også artikler, som begynder med Snertinge)
Snertingegård er en herregård ved Vordingborg beliggende Fæbyvej 121 i Vordingborg Kommune, Sværdborg Sogn, tidligere Hammer Herred, Præstø Amt.

## Historie
Herregården blev oprettet 1774 efter en auktion over krongods i Vordingborg Rytterdistrikt, hvor gården (ud af tolv) var blevet købt af den hovedrige schweiziske finansmand Reinhard Iselin, som to år senere blev dansk baron.
1804 skødedes den (24 3/8 tønder hartkorn) tillige med Marienberg og Iselingen til amtsforvalter H.H.P. Reiersen. Senere har den været ejet af S. Busk, hvorefter den 1839 (1833?) for 36.950 Rdl. købtes af inspektør P. Lund. I 1852 blev gården købt for 85.000 Rdl. af krigsminister C.F. Hansen, som i årene 1856-57 lod hele herregården nyopføre efter tegninger af Ferdinand Meldahl. Efter krigsministerens død i 1873 blev den i 1875 overtaget af kaptajn Christian Frederik Gustav Hansen (1822-1899), som var krigsministeren uægte søn, der i 1828 var blevet anerkendt som ægtefødt. Dernæst overtog sønnen Edward Joachim Hansen (1856-1922) gården. I 1905 skiftede ejendommen ejerfamilie, da amtsforvalter Ludvig Munthe Brun (1854-1927) overtog gården. Hans enke beholdt den til 1930.
Muligvis har der dog allerede i gammel tid ligget en hovedgård i Snertinge, thi 1422 nævnes en væbner Jens Knudsen af Snertinge. — Jep Mortensen Væbner af "Suidninge" nævnes 1398. 

## Arkitektur
Hovedbygningen er i to etager i rød blankmur i mursten på en sokkel af kampesten. Hovedfacaden, som vender mod nord, brydes af en midterrisalit, som afsluttes som et tårn med en skifer- og zinkbeklædt løgkuppel. Mod haven i syd har hovedbygningen to korte sidefløje, mens den østlige gavl brydes af en enetages zinktækket karnap. Herregårdens gavle er svungne, mens bygningen krones af opskalkede, udkragende tegltage. Overalt har hovedbygningen oprindelige, opsprossede hvidmalede vinduer. I det indre har bygningen delvist bevaret en ældre planløsning. Også avlsgården er tegnet af Meldahl.
Stilen er historicisme, hvor Meldahl har kombineret motiver fra dansk herregårdsarkitektur i renæssancen med enkeltheder fra italiensk renæssance.
Siden 1978 har herregården (hovedbygning og avlsgård) været fredet.

## Ejerrække
- Før 1774: Kronen
- 1774-1781: Reinhard Iselin
- 1781-1804: Boet efter Reinhard Iselin
- 1804-1810: Hans Henrik Peter Reiersen
- 1810-1833: S. Busk
- 1833-?: P. Lund
- ?-1852: Sophie Lund
- 1852-1873: Christian Frederik (Friedrich) Hansen
- 1873-1875: Boet efter C.F. Hansen
- 1875-1899: Christian Frederik Gustav Hansen (søn)
- 1899-1905: Edward Joachim Hansen (søn)
- 1905-1927: Ludvig Munthe Brun
- 1927-1930: Enkefru Brun
- 1930-1954: Paul F. Thymann
- ?-2004: Kaj Hviid-Nielsen
- 2004-nu: Klaus Birger Liljegren Jønsson